# A jégmezők lovagja
A jégmezők lovagja (eredeti címe Alekszandr Nyevszkij / Александр Невский) 1938-ban bemutatott szovjet történelmi film Szergej Mihajlovics Eisenstein rendezésében. A film történetének alapját az 1242-es Csúd-tavi csata adta. A filmet a Molotov–Ribbentrop-paktum után betiltották, mivel témája hazafias és erősen németellenes. A Szovjetunió megtámadása után ismét bemutatták, és az alkotóknak odaítélték a Sztálin-díjat.

## A film cselekménye
Monumentális eszközökkel is élő filmeposz az 1242-es győzedelmes Csúd-tavi ütközetről, melyben Alekszandr Nyevszkij csapataival megverte a Német Lovagrend seregét, és ezzel helyreállította Oroszország egységét.

## Szereposztás
| Szereplő                    | Színész                | Magyar hang        |
| --------------------------- | ---------------------- | ------------------ |
| Alekszandr Nyevszkij herceg | Nyikolaj Cserkaszov    | Mécs Károly        |
| Vaszilij Buszlaj            | Nyikolaj Ohlopkov      | Papp János         |
| Gavrila Olekszics           | Andrej Abrikoszov      | Koncz Gábor        |
| Ignat, fegyvermester        | Dmitrij Orlov          | Molnár Tibor       |
| Pavsa                       | Vaszilij Novikov       | ?                  |
| Domas Tvergyiszlavics       | Nyikolaj Arszkij       | Hadics László      |
| Olga Danyilovna             | Valentyina Ivasova     | Kútvölgyi Erzsébet |
| Amelfa Tyimofejevna         | Varvara Masszalitinova |                    |
| Vaszilisza                  | Alekszandra Danyilova  | Borbás Gabi        |
| Von Velven                  | Vlagyimir Jersov       | Csikos Gábor       |
| Tvergyila                   | Szergej Blinnyikov     | Szirtes Ádám       |
| Ananyij, szerzetes          | Ivan Lagutyin          | ?                  |
| Püspök                      | Lev Fenyin             | Zách János         |